# Nancy Prieto
Nancy Prieto (nacida en Monterrey) es una softbolista, entrenadora y mánager mexicana. Además, es la primera mujer ampáyer latinoamericana en participar en la Serie Mundial de Pequeñas Ligas en Williamsport en 2011.
En 2024 fue la mánager de los Sultanes de Monterrey (sóftbol); mientras que en 2025 dirigió a las Bravas de León.

## Trayectoria deportiva
Su trayectoria en el sóftbol comenzó desde muy temprana edad; sin embargo; cuando cumplió 13 años su familia decidió que ya no sería parte del equipo ya que la diferencia de fuerza entre niños y niñas era cada vez más evidente, por lo que decidieron que buscarían una liga de sóftbol exclusiva para niñas.
A los 14 años fue seleccionada para jugar en su primer nacional en la Sub-16 y con 19 años cumplidos fue parte del equipo de la Selección Mexicana, en donde jugó durante seis años.
Fue mánager de un equipo de infancias por siete años, lo que la motivó a estudiar para umpire y así consiguió trabajar en el programa de Williamsport en el mundial de Liga pequeñas, en 2011. También entrenó a equipos juveniles de Nuevo León durante los Juegos Nacionales CONADE y a cuadros de la Universidad Autónoma de Nuevo León.
En 2023, mientras figuró como la mánager de la Selección Mexicana de Sóftbol Juvenil, el equipo se posicionó en cuarto lugar en los Juegos Panamericanos 2023 y además, en 2025 fue seleccionada para dirigir al equipo mexicano en los Juegos Olímpicos 2028 de Los Ángeles en California.

## Participaciones
Ha participado en los siguientes torneos de sóftbol como umplayer:
- Serie Mundial de la Liga Juvenil en Taylor (1999)
- Serie Mundial de Pequeñas Ligas en Kalamazoo (2000)
- Serie Mundial de Pequeñas Ligas en Williamsport (2011)